# Feutre (végétal)

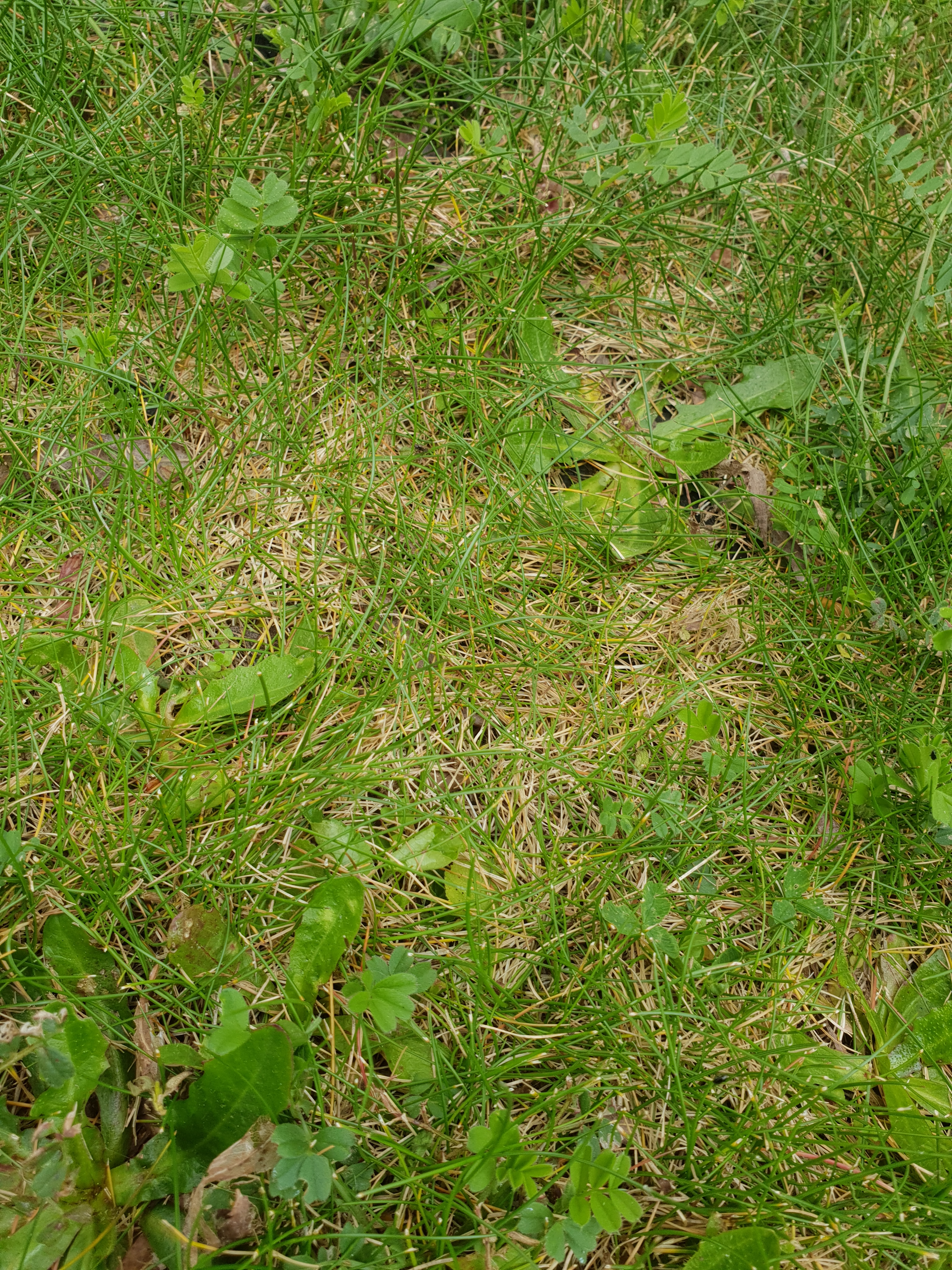
Feutrage et mauvaises herbes d'un gazon

Le feutrage ou feutre est l'amas au sol de débris végétaux, morts ou vivants, et de racines superficielles, qui forment une couche compacte au pied du gazon. Cette couche empêche la circulation de l'eau, de l'air ou des nutriments (engrais, terreau) jusqu'aux racines des herbes.

## Caractéristiques
Le feutre est une couche de matière organique, qui peut faire jusqu'à plusieurs centimètres d'épaisseur (4 cm). Elle est composée de :  
- racines d'herbes
- tiges
- herbes
- feuilles mortes

Elle ne se dégrade plus correctement, rend difficile l'infiltration de l'eau dans le sous-sol (sensibilité de la pelouse à la sécheresse) et maintient l'humidité en partie superficielle (favorise le développement de mousses). Elle handicape le développement du gazon.   

## Conséquences
L'épaississement du feutre favorise l'acidification progressive du sol. C'est pourquoi sa présence occasionne le développement des mousses, qui apprécient les terres acides et l'humidité.

## Prévention

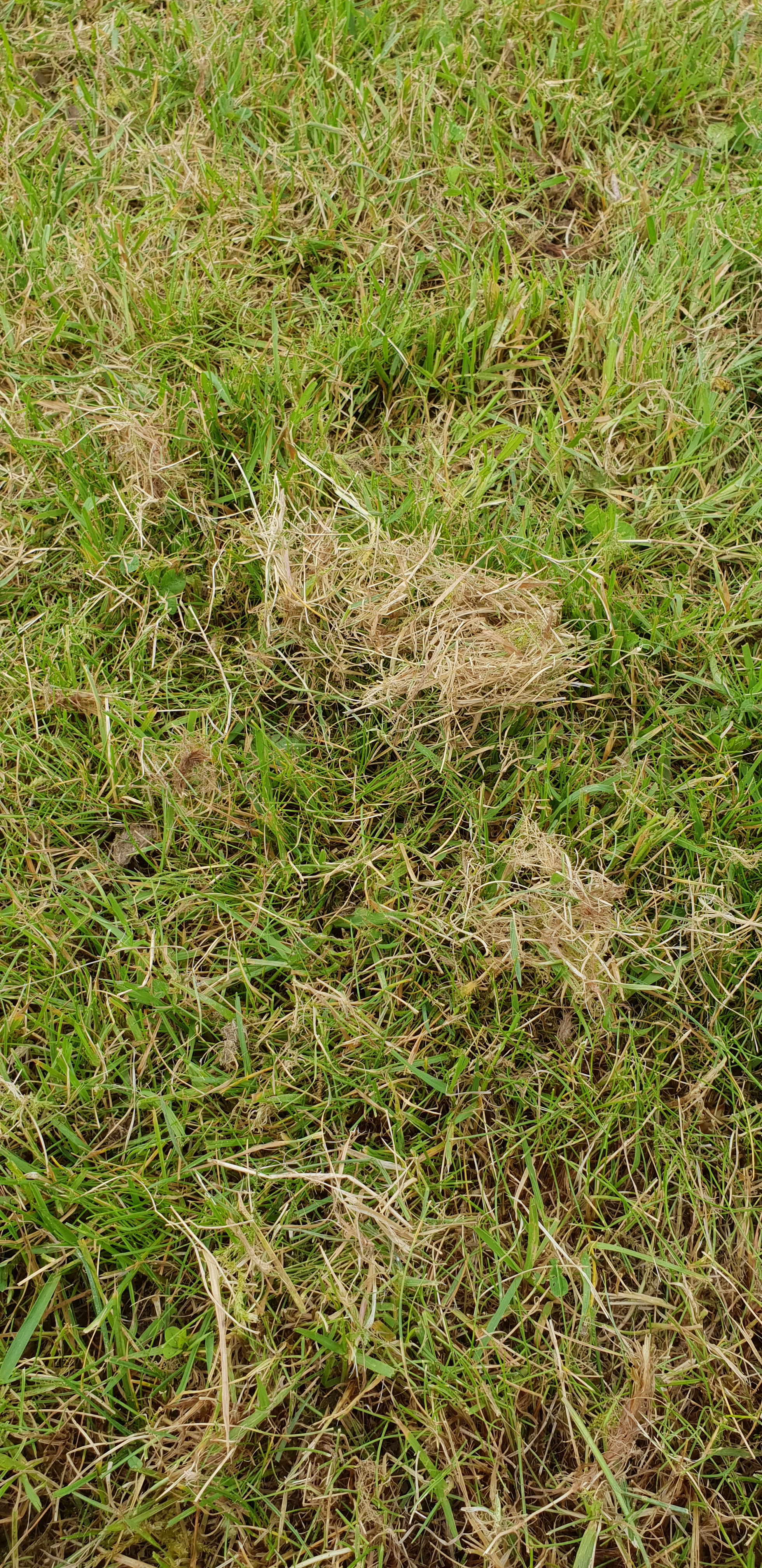
Résidus de feutre après scarification

Le ramassage des produits de tonte dans le bac de la tondeuse, appauvrit le sol. La pelouse perd une partie de sa matière organique, qui est exportée avec la collecte des brins d'herbe.    
Le recours à une complémentation de la pelouse par des engrais chimiques ne permet pas de rétablir une bonne activité biologique du sol, car les fertilisants sont assimilés directement dans le sol, sans une nécessité de transformation par les micro-organismes ou la faune du sous-sol .     
En revanche, la tonte mulching apporte régulièrement de la matière organique au sol, de petite dimension et en petite quantité. Elle est donc facilement dégradable. Cette pratique maintient l'activité biologique du sol et prévient la formation du feutre.       
Contrairement à une idée largement répandue, la tonte sans ramassage ne génère pas de feutre, sauf si les brins d'herbes coupés et laissés sur place sont trop grands pour s'insérer naturellement dans le gazon (cas de tontes trop espacées ou du non-respect de la règle d'un 1/3 d'abaissement de la hauteur de coupe entre 2 passages de la tondeuse). Les résidus forment alors des amas.

## Élimination
La couche de feutre est désagrégée par les couteaux d'un scarificateur.

## Conséquences du défeutrage

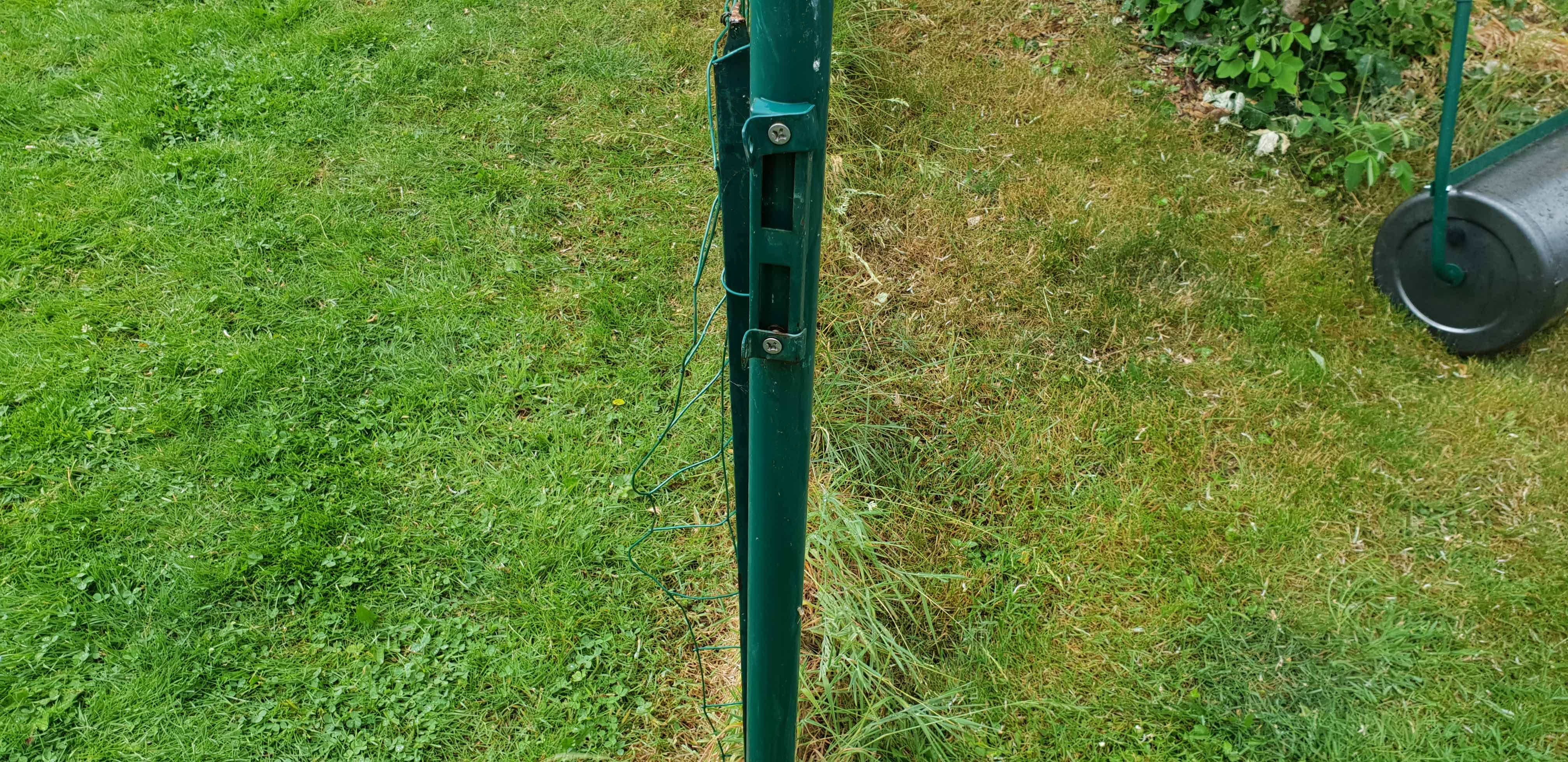
Pelouse défeutrée (à gauche - scarifiée) et feutrée (à droite) - Prise deux mois après la scarification

Après défeutrage par la scarification, la pelouse va se régénérer et s'épaissir ;  elle devient plus dense. Les déchets du mulching des tontes ultérieures sont incorporés plus rapidement par l'activité biologique du sol.